# Byron Stevenson
William Byron Stevenson, född 7 september 1956 i Llanelli, Wales, död 2007, var en walesisk professionell fotbollsspelare. 
Stevenson började sin fotbollskarriär som försvarare/Mittfältare i Leeds United där han spelade 110 matcher och gjorde 5 mål, varav 95 ligamatcher och 4 ligamål, mellan 1975 och 1981. Han spelade totalt 200 ligamatcher och gjorde 10 ligamål under sin 11-åriga spelarkarriär mellan 1975 och 1986 där han dessutom spelade för Birmingham City och Bristol Rovers.
Han spelades dessutom 15 landskamper för Wales.